# 大犬座高密度區
大犬座矮星系位於大犬座的方向上，估計擁有十億顆的恆星，但紅巨星的相對百分比偏高。 
大犬座矮星系在分類上屬於不規則星系，被認為是最接近我們的銀河系的矮星系，距離太陽系僅25,000光年，離銀河系的中心約42,000光年。它的外觀大致接近橢圓形，擁有的恆星數量與早先競逐最接近銀河系頭銜的人馬座矮橢球星系相當。

## 發現
這個星系在2003年11月才被由法國、義大利、英國和澳大利亞的天文學家共同組成的國際團隊發現。雖然是最接近地球的星系，但因位於銀河盤面的後方，被濃密的恆星、氣體和星際塵埃遮蔽，因此難以偵測到；而體型的矮小，也是未能及早被發現的原因。
發現它的天文學家們是在對2MASS的數據進行分析與校正時，因為紅外線不會像可見光一樣被氣體和星際塵埃吸收，才得以發現的。由於有了這項技術，科學家才有能力在大犬座滿佈M型恆星的天空中找到這個星系和其他相關的結構，包括兩個寬廣但微弱的弧。

## 特点
天文學家相信大犬座矮星系是正被銀河系巨大的引力拉扯中，且主體已經被剝離了的星系。潮汐瓦解造成恆星在軌道的後方形成一條圍繞著銀河旋轉的恆星細流。複雜的環狀結構，像是已經環繞銀河三次的麒麟座環，是在21世紀初進行史隆數位巡天時發現的。而在調查這個環和鄰近空間內的球狀星團的關係時，才發現這個類似人馬座矮橢球星系的大犬座矮星系。
與大犬座矮星系有關聯性的球狀星團包括NGC 1851、NGC 1904、NGC 2298和NGC 2808，這些都是被銀河系吞噬或吸積過程的殘骸。NGC 1261是另一個鄰近的星團，但是因為速度上的不同，難以判定是否也屬於這個集團。大犬座矮星系也可能有些疏散星團，包括Dol 25和H18，AM2可能也是。這些疏散星團被認為是矮星系受到重力擾動的刺激，才造成矮星系盤中的物質形成恆星。
大犬座矮星系和隨後對星協分析上的發現，對現行星系的成長是經由吞噬鄰近的小星系進行的學說給予了證實和支持。馬丁等人相信，優勢的證據指向銀河系的小衛星星系吸積時大致是在環繞星系盤的平面上。

## 爭議
幾項研究對這種高密度的真正性質提出了質疑。一些研究表明，恆星的蹤跡實際上是扭曲的星系薄盤和厚盤族群的一部分，而不是銀河系與矮橢球星系碰撞的結果。2009年對該地區的調查只發現了十顆天琴座RR型變星，這與銀河系的銀暈和厚盤的族群一致，而不像是一個單獨的矮橢球星系。

## 外部連結
- Deriving The Shape Of The Galactic Stellar Disc (SkyNightly) Mar 17, 2006
- SEDS page on the Canis Major dwarf galaxy（页面存档备份，存于）